# 斯捷潘納克特圍城戰
斯捷潘納克特圍城戰是1991年11月至1992年5月（納戈爾諾－卡拉巴赫戰爭期間）亞塞拜然軍隊包圍納戈爾諾－卡拉巴赫地區首府斯捷潘納克特、切斷納卡地區與亞美尼亞本土的聯繫的戰役，斯捷潘納克特居民以亞美尼亞人為主（人口約55000人），被包圍後水電、糧食與醫藥均告短缺，亞美尼亞方僅能以直升機支援補給該城，該城與周圍城鎮均受到亞塞拜然方數月的轟炸與砲擊，造成民宅、醫院等大量非軍事目標損毀與169名平民陣亡。
人權觀察報導指亞塞拜然軍隊以鄰近的舒沙和霍賈雷為基地，使用BM-21火箭炮等武器對斯捷潘納克特進行轟炸。戰爭期間斯捷潘納克特與舒沙的平民區均受到頻繁轟炸，但前者因位處低地，以及亞塞拜然取得蘇聯部署於阿格達姆等地的上萬枚火箭砲等原因，受到的破壞與死傷人數都多於舒沙。美國國會發表聲明譴責亞塞拜然方對納卡地區的封鎖，通過法律禁止美國政府資助亞塞拜然，人權組織赫爾辛基觀察派遣調查小組進入斯捷潘納克特紀錄平民區受到無差別攻擊的情形。1992年5月初亞美尼亞軍隊攻佔舒沙，斯捷潘納克特圍城戰至此告終。